# Jacques Babinet
Jacques Babinet, född 5 mars 1794 och död 21 oktober 1872, var en fransk fysiker.
Babinet blev efter att ha genomgått polytekniska skolan i Paris och artilleriskolan i Metz officer vid artilleriet men lämnade den militära banan 1814 och blev sedan professor i fysik först i Poitiers och sedan vid Collège Saint-Louis i Paris. Hans arbeten omfattar undersökningar inom kristalloptik, meteorologisk optik, meteorologi, värmelära och magnetism. Bland av Babinet konstruerade fysikaliska apparater kan nämnas Babinets kompensator för undersökning av polariserat ljus samt Babinets kran.